# Семчище Руслан Степанович
Русла́н Степа́нович Семчище (7 лютого 1977, село Оріховиця — 19 листопада 2014, селище Станиця Луганська) — український військовик, старший солдат Збройних сил України, учасник російсько-української війни.

## Життєвий шлях
Закінчив оріховицьку початкову школу, 1992 року — ужгородську ЗОШ № 17. Закінчив ПТУ № 19, столяр-верстатник. Протягом 1995—1997 років проходив строкову військову службу в лавах Збройних сил України. По тому працював охоронцем, столяром-верстатником. 1998 року одружився, із дружиною Наталею виховували двох синів.
З 2003 року проходив військову службу за контрактом, електрик-оператор, 128-ма окрема гірсько-піхотна бригада.
З 24 липня 2014 року перебував у зоні бойових дій. Ніс службу на блокпосту під Станицею Луганською. 19 листопада 2014 року загинув під час виконання бойового завдання в районі Станиці. Тоді ж загинув солдат Ігор Розлуцький.
Без Руслана лишились батьки — Степан Васильович та Віра Михайлівна, сестра Тетяна, дружина Наталія, двоє синів — Іван та Мирослав.
Похований в селі Оріховиця.

## Нагороди та вшанування
- Указом Президента України № 282/2015 від 23 травня 2015 року, «за особисту мужність і високий професіоналізм, виявлені у захисті державного суверенітету та територіальної цілісності України, вірність військовій присязі», нагороджений орденом «За мужність» III ступеня (посмертно);
- Нагороджений відзнакою Президента України «За участь в антитерористичній операції» (посмертно);
- 19 листопада 2015 року на фасаді приміщення клубу в Оріховиці відкрито пам'ятну таблицю Руслану Семчищу.